# Берхтесгаденское пробство
Княжество-пробство Берхтесгаденское (нем. Fürstpropstei Berchtesgaden) — имперское княжество в составе Священной Римской империи, управлявшееся коллегией августинцев-каноников, возглавляемых князем-пробстом.

## География
Пробство располагалось в Бертехсгаденских Альпах, в основном на территории современных германских коммун Берхтесгаден, Бишофсвизен, Марктшелленберг, Рамзау и Шёнау-ам-Кёнигсзе.
Пробство находилось в стратегически важном месте. Во-первых, там были ценные залежи соли. Во-вторых, пробство могло служить в качестве буферного государства между двумя своими крупными соседями — герцогством Бавария и Зальцбургским архиепископством — и использовать эту ситуацию к своей выгоде. В-третьих, Бертехсгаденская долина почти со всех сторон окружена высокими горами, единственный вход находится на севере, и потому она является практически неприступной.

## История
Берхтесгаденский монастырь, посвящённый апостолу Петру и Иоанну Крестителю, был основан в 1102 году в племенном герцогстве Бавария в качестве общины августинцев-каноников графом Беренгаром Зульцбахским во исполнение воли своей покойной матери графини Ирмгард.
Благодаря удачным геополитическим обстоятельствам у пробста не было проблем с установлением территориальной независимости монастыря, который в 1194 году стал имперским аббатством. В 1380 году пробст получил статус духовного имперского князя, а с 1559 года имел голос в Рейхстаге как князь-пробст — ранг, почти равный князю-епископу.
Пост князя-пробста часто занимался в дополнение к какому-нибудь другому высокому церковному посту, и поэтому пробст зачастую жил не в Берхтесгадене. Так, с 1594 по 1723 годы титул и территории принадлежали семье Виттельсбахов, а с 1612 года пробство находилось в личной унии с архиепископством-курфюрстшеством Кёльнским, чьи правители принадлежали к младшей по отношению к правителям Баварии линии рода Виттельсбахов. В 1611 году пробство было оккупировано войсками князя-епископа Зальцбургского Вольфа Дитриха фон Райтенау,, однако было отбито войсками баварского курфюрста Максимилиана I.
В 1802—1803 годах пробство было секуляризовано и медиатизировано, сначала войдя в состав свежесозданного Зальцбургского курфюршества, затем в 1805 году, по условиям Пресбургского мира, стала частью Австрийской империи, и, наконец, в 1810 году, вошло в состав новосозданного королевства Бавария. Здания монастыря некоторое время использовались в качестве казарм, а с 1818 года монастырь стал королевской резиденцией Виттельсбахов и использовался в качестве летнего дворца.

## Пробсты и князья-пробсты Берхтесгадена
- Эбервин 1111—1142
- Гуго I 1142—1148
- Генрих I 1148—1174, антиархиепископ Зальцбургский 1174—1177, епископ Бриксенский 1177—1195
- Дитрих 1174—1178
- Фридрих I 1178—1188
- Бернхард I of Шёнстаттенский 1188—1201
- Герхард 1201
- Гуго II 1201—1210
- Конрад Гаррер 1210—1211
- Фридрих II Эллингер 1211—1217
- Генрих II 1217—1231
- Фридрих III Ортенбургский 1231—1239
- Бернхард II 1239—1252
- Конрад II 1252
- Генрих III 1252—1257
- Конрад III фон Медлинг 1257—1283
- Иоганн I Сакс фон Саксенау 1283—1303, князь-епископ Бриксенский 1302—1306
- Хартунг фон Вилдон 1303—1306
- Эберхард Сакс фон Саксенау 1306—1316
- Конрад IV Таннер 1316—1333
- Генрих IV фон Инцинг 1333—1351
- Райнхольд Целлер 1351—1355
- Отто Таннер 1355—1357
- Петер I Пфаффингер 1357—1362
- Якоб I фон Фансдорф 1362—1368
- Граймольд Вульп 1368—1377
- Ульрих I Вульп 1377—1384 параллельно со следующим
- Зигхард Валлер 1381—1384
- Конрад V Торер фон Тёрляйн 1384—1393, епископ Лавантский 1397—1406
- Пильгрим фон Пуххайм 1393—1396, также князь-архиепископ Зальцбургский с 1365
- Грегориус Шенк фон Остервиц 1396—1403, также князь-архиепископ Зальцбургский
- Бертхольд фон Вехинген 1404, антиархиепископ Зальцбургский 1404—1406
- Петер II Пинценауэр 1404—1432
- Иоганн II Праун 1432—1446
- Бернхард III Лёйпрехтингер 1446—1473
- Эразмус Претшлайффер 1473—1486
- Ульрих II Пернауэр 1486—1496
- Бальтазар Хиршауэр 1496—1508
- Грегор Райнер 1508—1522
- Вольфганг I Ленбергер 1523—1541
- Вольфганг II Гристаттер 1541—1567 (с 1559 — князь-пробст)
- Якоб II Путрих 1567—1594
- Фердинанд Баварский 1594—1650, также архиепископ Кёльнский с 1612
- Максимилиан Генрих Баварский 1650—1688, также архиепископ Кёльнский
- Иосиф Клеменс Баварский 1688—1723, также архиепископ Кёльнский
- Юлиус Генрих фон Релинген-Радау 1723—1732
- Кайетан Антон фон Ноттхафт 1732—1752
- Михаэль Бальтахар фон Христальнигг 1752—1768
- Франц Антон Иосиф фон Хаузен-Гляйхенсторфф 1768—1780
- Иосиф Конрад фон Шроффенберг-Мёз 1780—1803, также князь-епископ Фрайзингский 1789—1803